# Station Łuczyce
Station Łuczyce is een spoorwegstation in de Poolse plaats Łuczyce.